# Conus rolani
Conus rolani е вид охлюв от семейство Conidae. Видът не е застрашен от изчезване.

## Разпространение и местообитание
Разпространен е в Индонезия (Сулавеси), Папуа Нова Гвинея, Провинции в КНР, Тайван и Филипини.
Обитава пясъчните дъна на морета.